# راکی ۳
راکی ۳ (به انگلیسی: Rocky III) یک فیلم ورزشی و درام آمریکایی که سومین قسمت از سری فیلم‌های راکی محسوب می‌شود، در سال ۱۹۸۲ منتشر شد. با بازی، نویسندگی و کارگردانی سیلوستر استالونه است. این فیلم در ادامه راکی و راکی ۲ ساخته شده‌است.
توسعه فیلم بلافاصله پس از اکران نسخه قبلی خود آغاز شد. استالونه یک رژیم غذایی سخت و یک رژیم تمرینی را در آمادگی برای این فیلم آغاز کرد. این فیلم یک موفقیت بزرگ در گیشه بود و از فروش قبلی خود پیشی گرفت.

## خلاصه داستان
راکی بالبوآ به دلیل بیماری و درخواست‌های مکرر همسرش (تالیا شایر) و استادش میکی (بورگس مریدیت)، تصمیم می‌گیرد تا از ورزش بوکس خداحافظی کند اما بوکسوری پست به نام کلابر لانگ (با بازی آقای تی) از هر ترفندی استفاده می‌کند تا راکی را دوباره به رینگ برگردانده و با شکست او، برای خود جایگاه و مقامی به دست آورد. راکی در زیر فشارهای مطبوعات و رسانه‌ها و البته درگیری با مشکلات درونی خود، بار دیگر به رینگ مسابقه بر می‌گردد. در روز مسابقه، یکبار دیگر قلب میکی درد می‌گیرد. راکی با ذهنی آشفته پا به رینگ می‌گذارد و به همین دلیل شکست می‌خورد. میکی می‌میرد و راکی دچار یک افسردگی شدید روحی می‌شود. پس از مدتی، آپولو کرید از راه می‌رسد. او سعی دارد راکی را از این شرایط نجات داده و او را برای رویارویی مجدد با کلابر لانگ و شکست او آماده کند اما …

## مشروح داستان
در سال ۱۹۸۱، پنج سال پس از پیروزی در قهرمانی سنگین‌وزن جهان مقابل آپولو کرید، راکی بالبوآ ده بار پیاپی از عنوان قهرمانی خود دفاع کرده و شهرت و ثروتش افزایش یافته است. میکی گولد‌میل، مربی راکی، با نگرانی ناظر ظهور مشت‌زنی جوان و قدرتمند به نام جیمز «کلابر» لنگ است. هنگام رونمایی از تندیس راکی در پله‌های موزه هنر فیلادلفیا، راکی تصمیم خود برای بازنشستگی را اعلام می‌کند، اما لنگ که حالا مدعی شماره یک است، سخنان او را قطع کرده و او را به‌طور علنی به چالش می‌کشد. او راکی را متهم می‌کند که عمداً رقبای ضعیف‌تری را انتخاب کرده و او را به پذیرفتن مبارزه‌ای برای عنوان قهرمانی تحریک می‌کند.
میکی ابتدا با این مبارزه مخالفت می‌کند، اما پس از اصرار راکی، اعتراف می‌کند که خودش حریفان را انتخاب کرده بود تا از آسیب‌دیدن دوباره راکی مانند مبارزهٔ دوم با کرید جلوگیری کند. او توضیح می‌دهد که لنگ جوان، قوی و «گرسنه» است، در حالی که راکی «متمدن» شده و دیگر استقامت و قدرت لازم را ندارد. راکی که با این واقعیت دلسرد شده، میکی را قانع می‌کند تا برای آخرین بار در کنارش باشد. با این حال، برخلاف قولش برای تمرین جدی، راکی تمریناتش را در سالنی پر از تماشاگر در یک هتل انجام می‌دهد، در حالی که لنگ با عزم راسخ و به‌تنهایی تمرین می‌کند.
روز مبارزه، ۱۵ اوت ۱۹۸۱، در اسپکتروم فیلادلفیا برگزار می‌شود. در پشت صحنه، لنگ میکی را هل می‌دهد و در پی آن، میکی دچار حمله قلبی می‌شود؛ بیماری‌ای که نشانه‌های آن پیش‌تر در مبارزه خیریهٔ راکی با کشتی‌گیر «تاندرلیپس» آشکار شده بود. راکی که آشفته شده، می‌خواهد از مبارزه انصراف دهد، اما میکی از او می‌خواهد که بجنگد. عدم آمادگی راکی و نگرانی برای میکی تمرکزش را از بین می‌برد. او در ابتدا با ضربات سنگین سعی در ناک‌اوت سریع لنگ دارد، اما لنگ به سرعت کنترل مبارزه را در دست می‌گیرد و راکی را با یک ضربهٔ قوی در راند دوم شکست می‌دهد و عنوان قهرمانی را از آن خود می‌کند. پس از مسابقه، راکی به میکی در حال مرگ می‌گوید که مبارزه در راند دوم به پایان رسیده، بدون اینکه برنده را مشخص کند. میکی می‌گوید: «دوستت دارم، پسرم» و جان می‌سپارد. راکی در پی مرگ میکی دچار افسردگی شدید می‌شود.
راکی در بازگشت به باشگاه بستهٔ میکی، با آپولو کرید مواجه می‌شود که مبارزه را به‌عنوان تحلیل‌گر دیده بود. آپولو پیشنهاد می‌دهد که راکی را برای مبارزهٔ برگشت آماده کند، مشروط بر اینکه در آینده لطفی را جبران کند؛ راکی می‌پذیرد. آپولو راکی را به باشگاه سخت‌گیرانهٔ خود در لس‌آنجلس می‌برد، اما از تلاش کم راکی که هنوز تحت‌تأثیر کابوس‌های شکست و نبود میکی است، ناامید می‌شود. با کمک آدریان، راکی بر اندوهش غلبه می‌کند و تمرکزش را بازمی‌یابد. آپولو و مدیر برنامه‌اش، تونی «دوک» اورز، سبک جنگی خشن و بی‌برنامهٔ راکی را با سرعت، مهارت و حرکات پا که از ویژگی‌های آپولو بود، تلفیق می‌کنند و او را به یک مشت‌زن کامل‌تر تبدیل می‌نمایند. در این روند، آپولو و راکی به دوستان نزدیکی تبدیل می‌شوند.
پس از ماه‌ها تمرین، مبارزهٔ برگشت در مدیسن اسکوئر گاردن نیویورک برگزار می‌شود. آپولو به راکی شورت پرچم آمریکا را که در مبارزه اول پوشیده بود، می‌دهد. در آغاز مبارزه، راکی با مهارتی بالا و روحیه‌ای قوی، لنگ را غافلگیر می‌کند و کاملاً بر راند نخست مسلط می‌شود. لنگ در راند دوم برتری می‌یابد، اما راکی با راهبردی متفاوت که باعث خشم و سردرگمی آپولو می‌شود، آگاهانه ضربه می‌خورد و حتی دوبار نقش زمین می‌شود، در حالی که لنگ را مسخره می‌کند که نمی‌تواند او را ناک‌اوت کند. در راند سوم، لنگ که به پیروزی‌های سریع عادت دارد، خسته و عصبی می‌شود. راکی با بارانی از ضربات سنگین او را نقش زمین کرده و با ناک‌اوتی سهمگین، دوباره قهرمان سنگین‌وزن جهان می‌شود.
در پایان، راکی لطفش به آپولو را ادا می‌کند: مبارزه‌ای سوم، به‌صورت خصوصی، در باشگاه «مایتی میک». نتیجهٔ این مبارزه نشان داده نمی‌شود، و فیلم با تصویری به شکل نقاشی روغنی از دو مشت‌زن که هم‌زمان مشت می‌زنند، تمام می‌شود؛ دو رقیب که اینک به‌عنوان دوستانی هم‌سطح به هم احترام می‌گذارند.

## بازیگران
- سیلوستر استالونه در نقش رابرت «راکی» بالبوآ، «اسب ایتالیایی»، قهرمان سنگین وزن جهان است که همچنان از عنوان قهرمانی خود در برابر سایر بوکسورها دفاع می‌کند. وقتی لانگ راکی را به چالش می‌کشد و برنده می‌شود، مردم برای یک مسابقه مجدد فریاد می‌زنند. در حالی که راکی پس از مرگ میکی تمایلی به مبارزه ندارد، رقیب سابقش، آپولو کرید، با راکی دوست می‌شود و او را آموزش می‌دهد تا برای رویارویی با کلاببر لانگ آماده شود.

- تالیا شایر در نقش آدریانا پنینو بالبوآ، همسر و حامی راکی در طول دوران بوکس او.

- برت یانگ در نقش پائولی پنینو، دوست و برادرزن راکی.

- کارل وِدِرز در نقش آپولو کرید، قهرمان سابق سنگین وزن و رقیب سرسخت سابق راکی، که پس از مرگ میکی موافقت می‌کند او را آموزش دهد. در این فرآیند، این دو به دوستان بسیار نزدیکی تبدیل می‌شوند.

- برگس مردیت در نقش مایکل «میکی» گلدمیل، دوست، مدیر و مربی راکی، که به طور غیرمنتظره‌ای می‌میرد؛ او یک مبارز سابق خروس وزن از دهه ۱۹۲۰ و صاحب باشگاه بوکسی است که راکی برای اولین مبارزه‌اش در برابر آپولو در آن تمرین کرد.

- تونی برتون در نقش تونی «دوک» اورز، پدرخوانده، دوست، مربی و مدیر آپولو کرید، که به آپولو در تمرین راکی کمک می‌کند.

- آقای تی در نقش جیمز «کلاببر» لانگ، رقیب ضعیف‌تر که در یک مبارزه قهرمانی، راکی را در بحبوحه مرگ غیرمنتظره میکی شکست می‌دهد. بی‌میلی و بی‌احترامی عمومی به او به عنوان قهرمان سنگین وزن جهان منجر به مسابقه مجدد با راکی می‌شود. لانگ که در سنین پایین یتیم شده بود، بیشتر دوران کودکی خود را در خیابان‌های جنوب شیکاگو و همچنین در پرورشگاه‌ها و مراکز نگهداری نوجوانان گذراند. در بزرگسالی، لانگ به دلیل یک فقره اتهام ضرب و شتم به مدت پنج سال به زندان فرستاده شد. در حین گذراندن دوران محکومیت خود، استعداد خود را به عنوان یک بوکسور کشف کرد. بوکس راهی برای ابراز ناامیدی او بود که منجر به وقایع راکی ۳ شد.

- اینا فرید در نقش رابرت «راکی» بالبوآ جونیور، تنها فرزند راکی و آدریان.

- هالک هوگان در نقش تاندرلیپس، قهرمان فعلی کشتی جهان، که در یک رویداد خیریه نمایشی با راکی مبارزه می‌کند.

علاوه بر بازیگران اصلی، چندین نفر دیگر نیز حضور کوتاهی داشتند. بیل بالدوین و استو ناهان به عنوان مفسران مبارزه برای دو مبارزه راکی-لانگ بازگشتند. جیمی لنون، گوینده پیشکسوت رینگ، گوینده رینگ برای اولین مبارزه لانگ بود، در حالی که داور بوکس، مارتی دنکین، داور بود. لو فیلیپو برای سومین حضور خود به عنوان داور در طول مبارزه دوم لانگ بازگشت. دنیس جیمز (پرایس درست است) و جیم هیلی به عنوان مفسران مسابقه راکی-تاندرلیپس ظاهر شدند، در حالی که لروی نیمن گوینده مهمان رینگ بود. جیم هیل یک گوینده تلویزیون بود. مورگان فریمن که در آن زمان ناشناخته بود، برای نقش مربی لانگ تست بازیگری داد، اما موفق نشد. صحنه‌ای از حضور استالونه به عنوان مهمان در برنامه ماپت شو در سکانس ابتدایی گنجانده شد، و جیم هنسون دوبله کرمیت قورباغه را بر عهده داشت که اعلام می‌کرد مهمان این قسمت، راکی بالبوآ است، نه استالونه.